# アット・ザ・ビーブ
『アット・ザ・ビーブ』(Queen At the Beeb)は、イギリスのロックバンド、クイーンのライブ・アルバム。日本では『女王凱旋! 〜戦慄のライヴ・クイーン〜』(じょうおうがいせん せんりつのライヴ・クイーン)、アメリカでは『クイーン・アット・ザ・BBC』(Queen At the BBC)のタイトルで発売された。

## 解説
イギリスのラジオ局、BBCでオンエアされたライヴ音源が8曲収録されている。
後の2016年11月4日に発売されたアルバム『オン・エア〜BBCセッションズ』には、本作から全ての楽曲がリマスタリングされ、収録された。

## リイシュー
1994年5月21日に、テイチクレコードからCDが再発売された。しかし現在は廃盤となっている。

## 収録曲
| #         | タイトル                                                           | 作詞・作曲                 | 時間  |
| --------- | ------------------------------------------------------------------ | -------------------------- | ----- |
| 1.        | 「マイ・フェアリー・キング」(My Fairy King)                        | フレディ・マーキュリー     | 4:06  |
| 2.        | 「炎のロックン・ロール」(Keep Yourself Alive)                      | ブライアン・メイ           | 3:48  |
| 3.        | 「ドゥーイング・オール・ライト」(Doing All Right)                  | メイ、ティム・スタッフェル | 4:11  |
| 4.        | 「ライアー」(Liar)                                                 | マーキュリー               | 6:28  |
| 5.        | 「オウガ・バトル」(Ogre Battle)                                    | マーキュリー               | 3:56  |
| 6.        | 「グレイト・キング・ラット」(Great King Rat)                       | マーキュリー               | 5:57  |
| 7.        | 「モダン・タイムス・ロックン・ロール」(Modern Times Rock 'n' Roll) | ロジャー・テイラー         | 2:00  |
| 8.        | 「サン・アンド・ドーター」(Son and Daughter)                       | メイ                       | 7:08  |
| 合計時間: | 合計時間:                                                          | 合計時間:                  | 37:34 |